# Promień grafu
Promień grafu – najmniejsza acentryczność wierzchołka wśród wszystkich wierzchołków grafu.